# Benjamin (Utah)
Benjamin es un lugar designado por el censo (census-designated place o CDP) en el condado de Utah, estado de Utah, Estados Unidos. Según el censo de 2000 la población era de 1.029 habitantes.

## Geografía
Benjamin se encuentra en las coordenadas 40°5′30″N 111°43′22″O / 40.09167, -111.72278.
Según la oficina del censo de Estados Unidos, el CPD tiene una superficie total de 32,0 km². No tiene superficie cubierta de agua.

## Demografía
Según el censo de 2000, había 1.029 habitantes, 299 casas y 269 familias residían en la ciudad. La densidad de población era 32,2 habitantes/km². Había 310 unidades de alojamiento con una densidad media de 9,7 unidades/km².
La máscara racial de la ciudad era 98,64% blanco, 0,49% indio americano, 0,19% de las islas del Pacífico, 0,39% de otras razas y 0,29% de dos o más razas. Los hispanos o latinos de cualquier raza eran el 1,46% de la población.
Había 299 casas, de las cuales el 45,8% tenía niños menores de 18 años, el 81,3% eran matrimonios, el 7,0% tenía un cabeza de familia femenino sin marido, y el 9,7% no son familia. El 9,0% de todas las casas tenían un único residente y el 7,0% tenía sólo residentes mayores de 65 años. El promedio de habitantes por hogar era de 3,44 y el tamaño medio de familia era de 3,67.
El 33,3% de los residentes es menor de 18 años, el 10,8% tiene edades entre los 18 y 24 años, el 24,2% entre los 25 y 44, el 21,3% entre los 45 y 64, y el 10,4% tiene 65 años o más. La media de edad es 30 años. Por cada 100 mujeres había 104,6 hombres. Por cada 100 mujeres de 18 años o más, había 102,4 hombres.
El ingreso medio por casa en la ciudad era de 46.458$, y el ingreso medio para una familia era de 55.238$. Los hombres tenían un ingreso medio de 34.643$ contra 21.151$ de las mujeres. Los ingresos per cápita para el CPD eran de 18.569$. Ningula familia y el 2,2% de la población está por debajo del nivel de pobreza, incluyendo a ningún menor de 18 años y al 9,2% de mayores de 65.